# Schloss Prantshausen

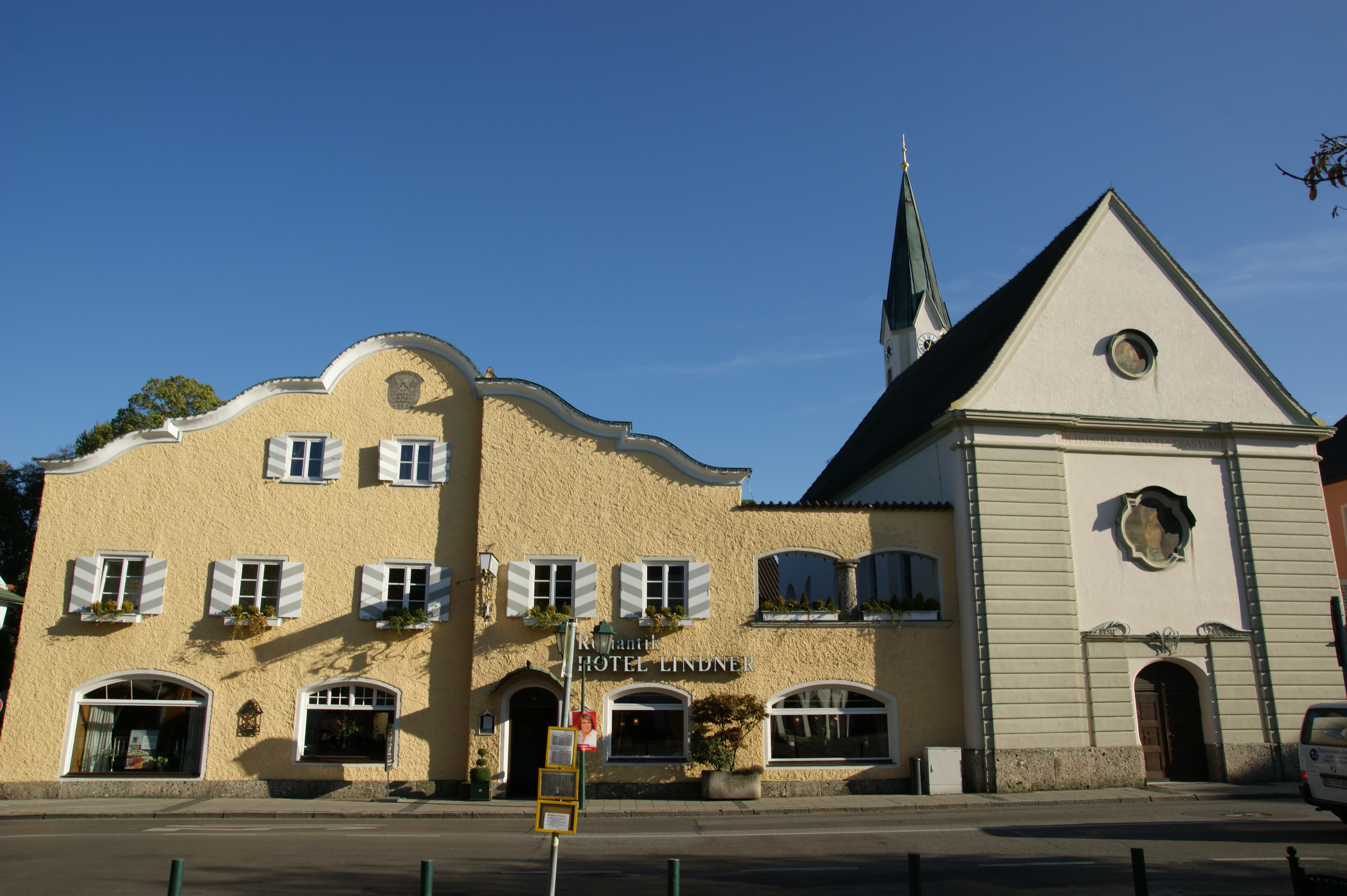
Westseite des ehemaligen Schlosses Prantshausen

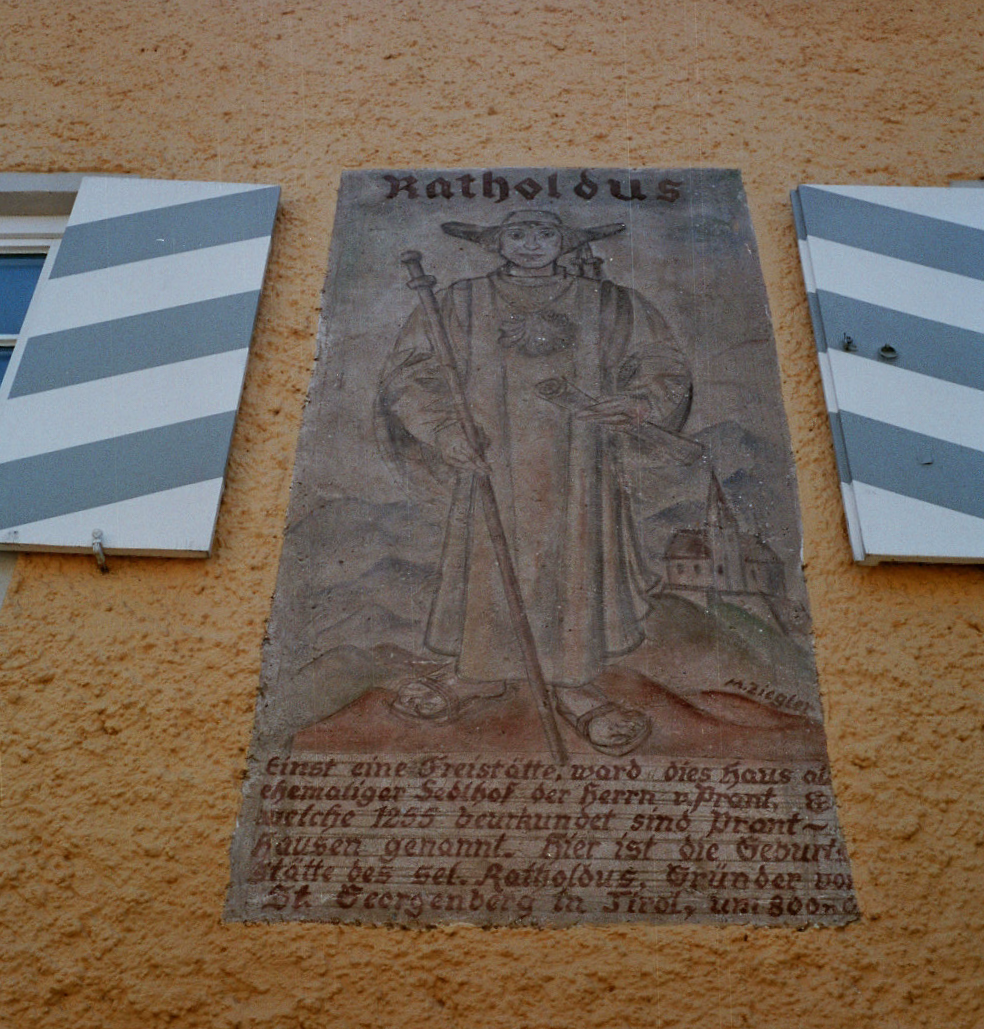
Ratholdus-Darstellung, Nordseite

Das Schloss Prantshausen (Freihof Prantshausen) ist ein ehemaliges Schloss in Bad Aibling (Marienplatz 5), das heute als „Hotel Lindner’s“ geführt wird. Die Anlage ist unter der Aktennummer D-1-87-117-51 als denkmalgeschütztes Baudenkmal von Bad Aibling verzeichnet.

## Geschichte
Die Geschichte des Schlosses beginnt im frühen Mittelalter – die Grundmauern stammen aus der Zeit der Merowinger, um 600 nach Christus. 800 wurde der „gefreyte Sedlhof Prantshausen“ erstmals urkundlich erwähnt. Vermutet wird, dass das Objekt und die dazugehörigen Ländereien einer Familie von Prant gehörten. Das Gebäude gilt als Geburtsort des seligen Rathold von Aibling (ca. 900–954), der in einem Wandbild an der Nordfassade dargestellt ist.
Die mehr als einen Meter dicken Wände des Schlosses wehrten Angreifer ab und überstanden nahezu ohne Beschädigung zwei Großbrände, die in den Jahren 1495 und 1765 in Bad Aibling wüteten. Anstelle der vier Türme, die beim letzten Brand zerstört wurden, errichtete man die Barockfassade. Sie prägt seither das Bild des Marienplatzes in der Aiblinger Stadtmitte.
1709 wechselte das Schloss erstmals seinen Besitzer. Der damalige Bürgermeister von Bad Aibling ließ darin eine Gastwirtschaft und Herberge einrichten, die dank der Salzstraße florierte.
Am 1. Mai 1853 erwarb Johann Lindner das Schloss für 200 Gulden. Seither befindet sich das Objekt im Besitz der Familie. Es trägt heute den Namen „Romantikhotel Lindner“.